# Maurice Sutton
Maurice Sutton jr. (Largo, 31 luglio 1989) è un cestista statunitense.